# Edgar Davids
Edgar Steven Davids (Paramaribo, Surinam; 13 de marzo de 1973) es un exfutbolista y entrenador neerlandés de origen surinamés. Anunció su retirada en 2013. Actualmente es asistente técnico en la selección de fútbol de los Países Bajos.

## Biografía

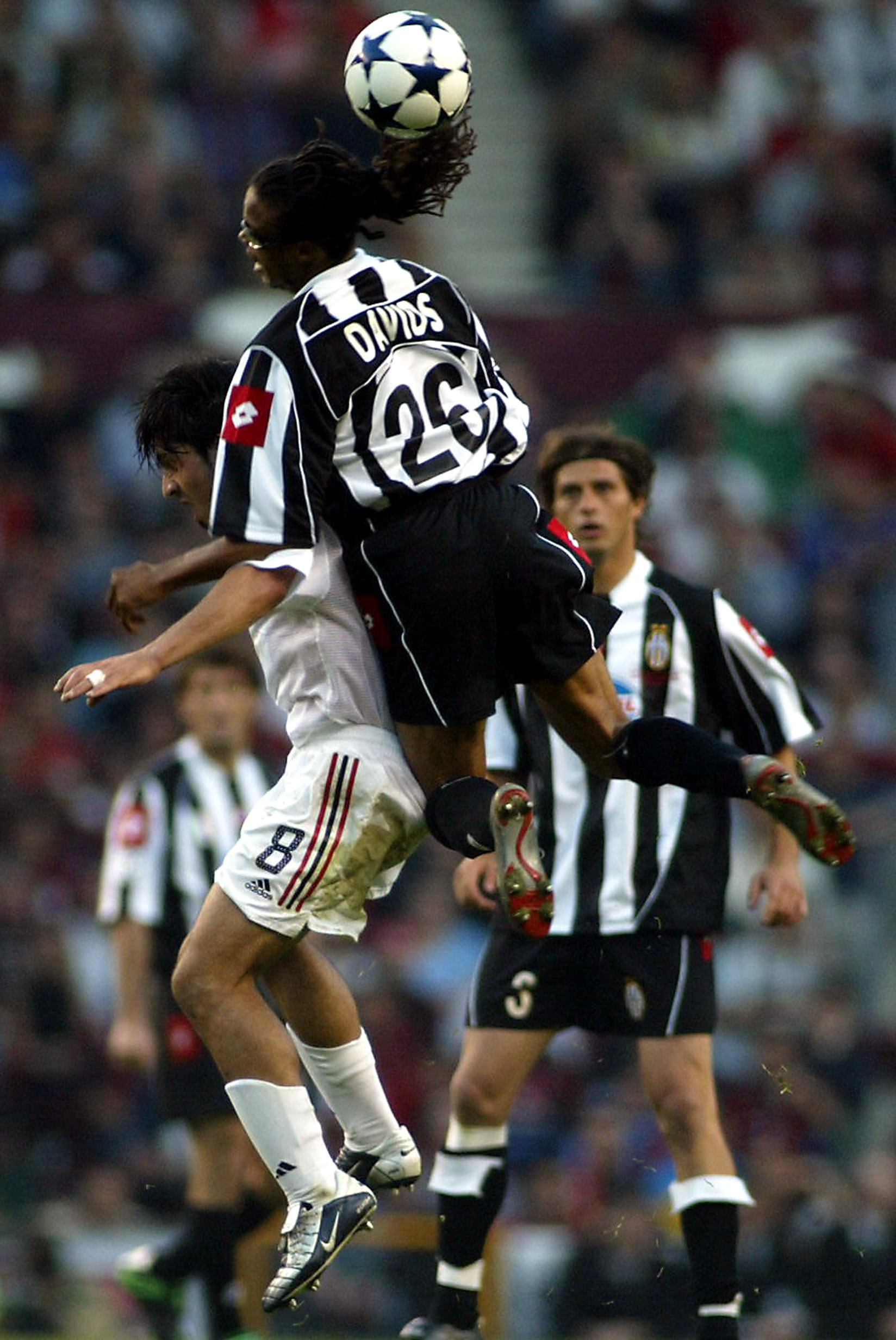
Davids jugando para la Juventus en 2003.

Se destacó como uno de los mejores centrocampistas de perfil mixto de Europa en los años 1990 y 2000. Dotado de un gran poderío físico, es un trabajador que desarrolla una gran actividad en el centro del campo, robando balones. 
Ha jugado en importantes clubes europeos, el Ajax de Ámsterdam, AC Milan, Juventus, ⁣ FC Barcelona, Inter de Milán y Tottenham Hotspur, aunque fue en el Ajax y la Juventus donde permaneció más años y ganó más títulos.
En agosto de 1999 se le diagnosticó un glaucoma, un aumento de la presión intraocular que le impidió disputar varios partidos. Fue operado de ello y a partir de entonces comenzó a utilizar unas características gafas protectoras para evitar golpes e impedir la pérdida de visión.
En enero de 2004, el Barcelona consiguió que la Juventus le cediese al jugador para encarar la segunda vuelta de la liga, en la que el equipo estaba bastante mal clasificado. Desde el club se le situó como uno de los artífices del subcampeonato de Liga 2003-04. Al acabar la cesión, el club le hizo ofertas para que se quedara, pero prefirió marcharse al Inter de Milán por la temporada 2004-05. La temporada 2005-06 la disputó con el Tottenham Hotspur, cedido por el Inter de Milán sin coste alguno.

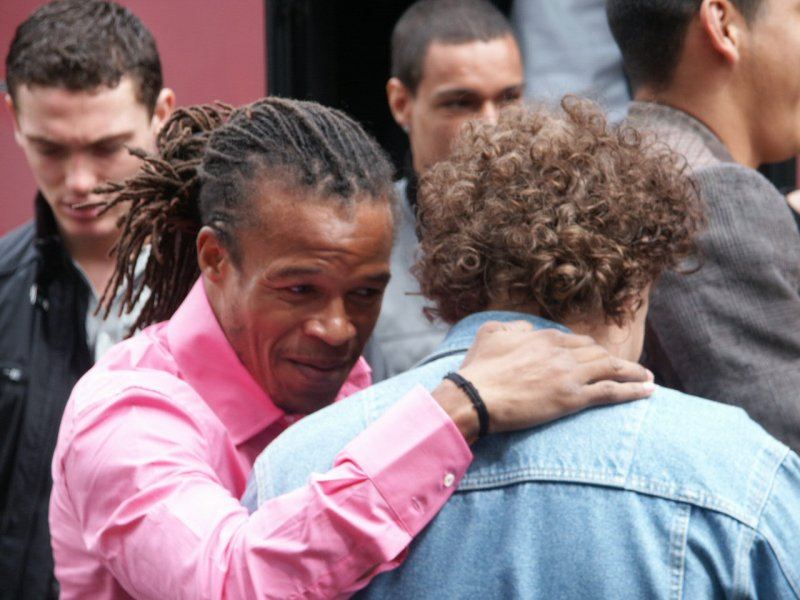
Davids abraza el director del equipo Ajax David Endt durante su segundo periodo en el Ajax, con Thomas Vermaelen y Gregory van der Wiel atrás.

Después de más de 10 años, vuelve al Ajax de Ámsterdam con un contrato durante el resto de la temporada 2006-2007 y la temporada 2007-2008. Al final de esta dejó el Ajax, ya que sufría de lesiones que arrastraba hacía meses.
Tras quedar libre del Ajax de Ámsterdam, el jugador de 35 años fue ofrecido al club argentino River Plate. Más de una vez el jugador declaró que le gustaría terminar su carrera en Argentina, especialmente en Boca Juniors, ya que aprecia la liga de este país. En 2009, después de una reunión con el presidente del Club Atlético River Plate José María Aguilar, se dijo que el jugador se incorporaría al equipo si estos superaban la primera fase de la Copa Libertadores. Al no superar esa fase, se comentó que se incorporaría a comienzos del siguiente torneo de primera división de Argentina. Otra versión desmiente esta información, explicando que hubo un encuentro entre el jugador y el club, pero nunca se le ofreció jugar en el mismo. El 20 de agosto de aquel año se dio a conocer que el jugador había fichado por el Crystal Palace e iba a ser pagado por partido jugado.

## Selección nacional
Ha sido más de 60 veces internacional con la selección neerlandesa (también pudo jugar con la selección de fútbol de Surinam, pero no lo hizo), con la que ha participado en la Eurocopa de 1996, 2000 y 2004 (en Portugal, fue semifinalista), y en el mundial de 1998 en Francia, donde llegó a semifinales, perdiendo en la definición a penales con la selección de fútbol de Brasil. En el partido por el tercer lugar, la selección tulipán no pudo ante la selección de fútbol de Croacia comandada por Davor Šuker.

### Participaciones en Copas del Mundo
| Mundial                        | Sede    | Resultado    | Partidos | Goles |
| ------------------------------ | ------- | ------------ | -------- | ----- |
| Copa Mundial de Fútbol de 1998 | Francia | Cuarto lugar | 6        | 1     |

### Participaciones en Eurocopas
| Euro          | Sede                   | Resultado        | Partidos | Goles |
| ------------- | ---------------------- | ---------------- | -------- | ----- |
| Eurocopa 1996 | Inglaterra             | Cuartos de final | 2        | 0     |
| Eurocopa 2000 | Países Bajos y Bélgica | Semifinales      | 5        | 0     |
| Eurocopa 2004 | Portugal               | Semifinales      | 5        | 0     |

## Clubes

### Como jugador
| Club              | País         | Año       |
| ----------------- | ------------ | --------- |
| Ajax Ámsterdam    | Países Bajos | 1991-1996 |
| Milan             | Italia       | 1996-1997 |
| Juventus          | Italia       | 1997-2004 |
| Barcelona         | España       | 2004      |
| Internazionale    | Italia       | 2004-2005 |
| Tottenham Hotspur | Inglaterra   | 2005-2006 |
| Ajax Ámsterdam    | Países Bajos | 2006-2008 |
| Crystal Palace    | Inglaterra   | 2009-2010 |
| Barnet            | Inglaterra   | 2012-2014 |

### Como entrenador
| Club                     | País         | Año          |
| ------------------------ | ------------ | ------------ |
| Barnet FC                | Inglaterra   | 2012-2013(1) |
| Barnet FC                | Inglaterra   | 2013-2014(2) |
| Países Bajos Sub-20      | Países Bajos | 2018(1)      |
| SC Telstar               | Países Bajos | 2020-2021(1) |
| Sporting Clube Olhanense | Portugal     | 2021         |

## Palmarés

### Campeonatos nacionales
| Título                        | Club           | País         | Año  |
| ----------------------------- | -------------- | ------------ | ---- |
| Copa de los Países Bajos      | Ajax Ámsterdam | Países Bajos | 1993 |
| Eredivisie                    | Ajax Ámsterdam | Países Bajos | 1994 |
| Eredivisie                    | Ajax Ámsterdam | Países Bajos | 1995 |
| Supercopa de los Países Bajos | Ajax Ámsterdam | Países Bajos | 1995 |
| Eredivisie                    | Ajax Ámsterdam | Países Bajos | 1996 |
| Serie A                       | Juventus       | Italia       | 1998 |
| Serie A                       | Juventus       | Italia       | 2002 |
| Supercopa de Italia           | Juventus       | Italia       | 2002 |
| Serie A                       | Juventus       | Italia       | 2003 |
| Supercopa de Italia           | Juventus       | Italia       | 2003 |
| Copa Italia                   | Internazionale | Italia       | 2005 |
| Copa de los Países Bajos      | Ajax Ámsterdam | Países Bajos | 2007 |
| Supercopa de los Países Bajos | Ajax Ámsterdam | Países Bajos | 2007 |

### Copas internacionales
| Título                       | Club           | Lugar        | Año  |
| ---------------------------- | -------------- | ------------ | ---- |
| Copa de la UEFA              | Ajax Ámsterdam | Países Bajos | 1992 |
| Liga de Campeones de la UEFA | Ajax Ámsterdam | Viena        | 1995 |
| Copa Intercontinental        | Ajax Ámsterdam | Tokio        | 1995 |
| Supercopa de Europa          | Ajax Ámsterdam | Países Bajos | 1995 |
| Copa Intertoto               | Juventus       | Italia       | 1999 |

### Distinciones individuales
| Distinción                                             | Año  |
| ------------------------------------------------------ | ---- |
| Miembro del equipo de las estrellas de la Copa Mundial | 1998 |